# جيلان ينسو
جيلان ينسو هي صحفية تركية إنجليزية. وتعمل في تغطية أحداث تركيا في جريدة نيويورك تايمز. بدأت جيلان مجال الصحافة في 2008 كمحررة ومراسلة في صحيفة حريت. وكانت تغطى الأحداث السياسية، الثقافية، الرياضية وعن إدارة الأعمال. وكانت تحرر عموداً أسبوعياً يتعلق بقضايا المساواة بين الجنسين بتركيا. في 2011 حصلت على درجة الماجستير في وسائل الأعلام الرقمية من كلية الدراسات العليا في جامعة كولومبيا للصحافة وحصلت على زمالة Brigid O'Hara-Forster. ونتيجة لعملها كمراسلة حرة وصحفية في وسائل الأعلام المتعددة في نيويورك وتركيا، عملت على منشورات لمجلات عالمية مثل: ذا أتلانتيك، ذي إيكونوميست، هافينغتون بوست، International Business Times.
في 2013، بدأت العمل في مكتب نيويورك تايمز بتركيا. وفي سبتمبر 2014 نشرت في الصفحة الرئيسية قصة تجنيد الدولة الإسلامية في العراق والشام للأتراك في حى Hacıbayram بأنقرة. وقام الرئيس رجب طيب أردوغان بنقد مقالها نقداً لاذعاً ووصف المقال «بالحقارة، الخيانة والوقاحة». وتم مهاجمة جيلان من جريدة ستار ومن وسائل الأعلام الموالية للحكومة. كما أنها تلقت العديد من تهديدات القتل. وأكثر ما أثار الجدل حول مقالتها هي اختيار نيويورك تايمز لنشر صورة تحتوى على رجب طيب أردوغان مع رئيس الوزراء حينها أحمد داوود أوغلو وهما يغادران مسجداً بحى أنقرة. حملة الهجوم ضد جيلان أجبرتها على مغادرة البلاد بشكل مؤقت. قام مديرون «مراسلون بلا حدود» و "Article 19" و "English PEN" بنشر رسالة تذكير الرئيس رجب أردوغان بدور الصحفيين الهام في الديمقراطية وان تتم حمايتهم عن طريق القانون التركي والدولي. وأنتقدت الخارجية الأمريكية تركيا لهذة الممارسات من التخويف والترهيب.